# 鄂秋
鄂秋（前3世纪？—前190年），又作鄂千秋，西汉初年功臣。
鄂秋在漢王三年從定諸侯，有功。封关内侯，官至謁者。汉高帝六年（前201年），高帝刘邦就命令议定列侯的位次。群臣认为平阳侯曹参应当排在第一。鄂秋进言反对。表示曹参虽有野战夺地的功劳，不过是战场上一时之事。汉军与楚军相持五年，军队丧失，部众逃亡。萧何常从关中派兵补充缺额，关中数万众解决了将少兵尽的危急。萧何从关中水陆运送，军粮从不缺乏。萧何应居第一位，曹参第二。刘邦同意，随即便特许萧何剑履上殿，入朝不趋。他以举贤之人要受到上赏。萧何功劳虽高，是得到鄂君的申辩才更加明确的。八月甲子，鄂秋以原先的关内侯食邑二千户，加封他为安平侯。位次六十一，在位十二年去世，谥敬。
汉惠帝三年，鄂秋子簡侯鄂嘉嗣，在位九年薨。高后八年，頃侯鄂應嗣，在位十四年薨。汉文帝十四年，煬侯鄂寄嗣，在位二十五年薨。汉景帝後三年，鄂但嗣，在位十九年，元狩元年棄市。